# Simone Inzaghi
Simone Inzaghi (ur. 5 kwietnia 1976 w Piacenzy) – włoski trener i piłkarz, który występował na pozycji napastnika. Od 2025 roku szkoleniowiec saudyjskiego Al-Hilal. Jest bratem Filippo Inzaghiego.
Karierę klubową rozpoczynał w klubie Piacenzy, skąd był wypożyczany do Carpi, Novary Calcio, Lumezzane i Brescello. W 1999 przeszedł do Lazio, z którym zdobył mistrzostwo Włoch w sezonie 1999/2000, a także Puchar Włoch. W 2010 zakończył karierę seniorską. W latach 2000–2003 reprezentant Włoch.
Od 2010 do 2016 był trenerem w sekcjach juniorskich Lazio, a później został trenerem tymczasowym pierwszego zespołu. W latach 2016–2021 był szkoleniowcem Lazio, zdobywając z drużyną Puchar Włoch oraz dwukrotnie Superpuchar Włoch. W 2021 został ogłoszony trenerem Interu Mediolan, z którym zdobył dwa razy Puchar Włoch, trzy Superpuchary Włoch, a w sezonie 2022/2023 oraz 2024/2025 został finalistą Ligi Mistrzów UEFA.

## Kariera klubowa
Karierę klubową rozpoczął w 1993 w klubie Piacenzy ze swojego rodzinnego miasta. Rok później został wypożyczony do Carpi. Następnie przez trzy sezony był wypożyczany kolejno do: Novary Calcio, Lumezzane i Brescello. Po dobrych występach w sezonie 1997/1998, w którym w rozgrywkach Serie C1 strzelił 10 goli w 21 meczach, powrócił do Piacenzy. W następnym sezonie 1998/1999 zdobył 15 bramek w 30 meczach w Serie A.
W 1999 przeszedł do Lazio, z którym w pierwszym sezonie zdobył mistrzostwo Włoch, a także Puchar Włoch. W Lidze Mistrzów UEFA jego zespołowi udał się awansować do ćwierćfinału. 14 marca 2000 w wygranym 5:1 meczu tych rozgrywek przeciwko Olympique Marsylia, Inzaghi strzelił 4 bramki, a ogólnie w edycji 1999/2000 zanotował 9 trafień. W styczniu 2005 został wypożyczony z Lazio do Sampdorii. W sezonie 2007/2008 przebywał na wypożyczeniu w Atalancie. W 2010, w wieku 34 lat, zakończył karierę.

## Kariera reprezentacyjna
29 marca 2000 zadebiutował w reprezentacji Włoch w przegranym 2:0 meczu przeciwko Hiszpanii, wchodząc w 60. minucie za Stefano Fiore. Łącznie dla włoskiej drużyny narodowej rozegrał trzy mecze, w których nie zdobył bramki.

## Kariera trenerska

### Lazio
Po zakończeniu kariery jako zawodnik, Inzaghi rozpoczął szkolić młodzieżowe sekcje klubu Lazio. 3 kwietniu 2016, po zwolnieniu Stefano Pioliego, został ogłoszony tymczasowym szkoleniowcem pierwszej drużyny. Po zakończeniu sezonu 2015/2016 został zastąpiony przez Marcelo Bielsę, ale ten po dwóch dniach od podpisania kontraktu podjął decyzję o rezygnacji ze stanowiska. Zarząd klubu zaproponował więc tę posadę Inzaghiemu, który przyjął ofertę. W pierwszym meczu nowego sezonu pod jego wodzą, Lazio zwyciężyło 4:3 przeciwko Atalancie. Lazio zakończyło sezon 2016/2017 na 5. miejscu w ligowej tabeli, a w rozgrywkach Pucharu Włoch dotarło do finału, w którym przegrało z Juventusem. 7 czerwca 2017 przedłużył kontrakt z klubem do 2020.

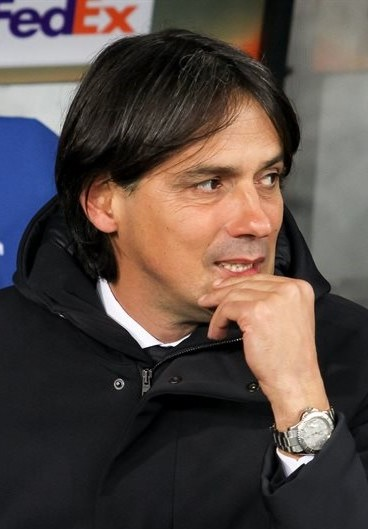
Simone Inzaghi (2018)

W sezonie 2017/2018 zdobył swoje pierwsze trofeum jako trener Lazio, triumfując w Superpucharze Włoch, w którym zespół z Rzymu pokonał Juventus 3:2, a rozgrywki ligowe Lazio zakończyło na 5. miejscu. W kolejnym sezonie razem z drużyną wywalczył Puchar Włoch, wygrywając 2:0 w finale z Atalantą, a w tabeli ligowej jego zespół uplasował się na 8. pozycji. 22 grudnia ponownie zdobył Superpuchar Włoch, po raz drugi pokonując Juventus. Lazio w sezonie 2019/2020 włoskiej ligi uplasowało się na 4. pozycji z 78 punktami i tym samym po raz pierwszy od sezonu 2007/2008 awansowało do Ligi Mistrzów UEFA. Sezon 2020/2021 rzymski klub zakończył na 6. miejscu w tabeli Serie A. W rozgrywkach Ligi Mistrzów UEFA Lazio awansowało z fazy grupowej do 1/8 finału, w której odpadło, przegrywając 6:2 w dwumeczu (1:4 w pierwszym meczu, 1:2 w drugim) z Bayernem Monachium. W Pucharze Włoch drużyna dotarła do ćwierćfinału, w którym przegrała 2:3 z Atalantą.
W maju 2021 poinformowano, że Inzaghi przestanie pełnić funkcję szkoleniowca drużyny Lazio, którą poprowadził w 244 meczach, zwyciężając w 131 spotkaniach, remisując 43 razy, a przegrywając w 70 meczach.

### Inter Mediolan

#### Sezon 2021/2022
27 maja 2021, niedługo po oficjalnym rozstaniu się Inzaghiego z Lazio, media poinformowały o przejściu trenera do Interu Mediolan, zastępując zwolnionego Antonio Conte. 3 czerwca klub potwierdził te doniesienia, podpisując z Inzaghim dwuletni kontrakt. Jako szkoleniowiec zadebiutował 21 sierpnia, a Inter pokonał 4:0 zespół Genoi. W swoim pierwszym meczu Ligi Mistrzów UEFA rozegranym przeciwko Realowi Madryt przegrał 1:0. Jednak w kolejnym meczu, który Inter rozegrał 18 września przeciwko Bolognii, rozgromił rywali 6:1.
12 stycznia 2022 zdobył pierwsze trofeum jako trener Interu, pokonując 2:1 Juventus w Superpucharze Włoch. 11 maja wygrał Puchar Włoch, ponownie pokonując drużynę Juventusu, tym razem 4:2. W sezonie 2021/2022 uplasował się na 2. pozycji w tabeli ligowej, a w rozgrywkach Ligi Mistrzów odpadł na etapie 1/8 finałów, przegrywając 1:2 w dwumeczu z Liverpoolem.

#### Sezon 2022/2023

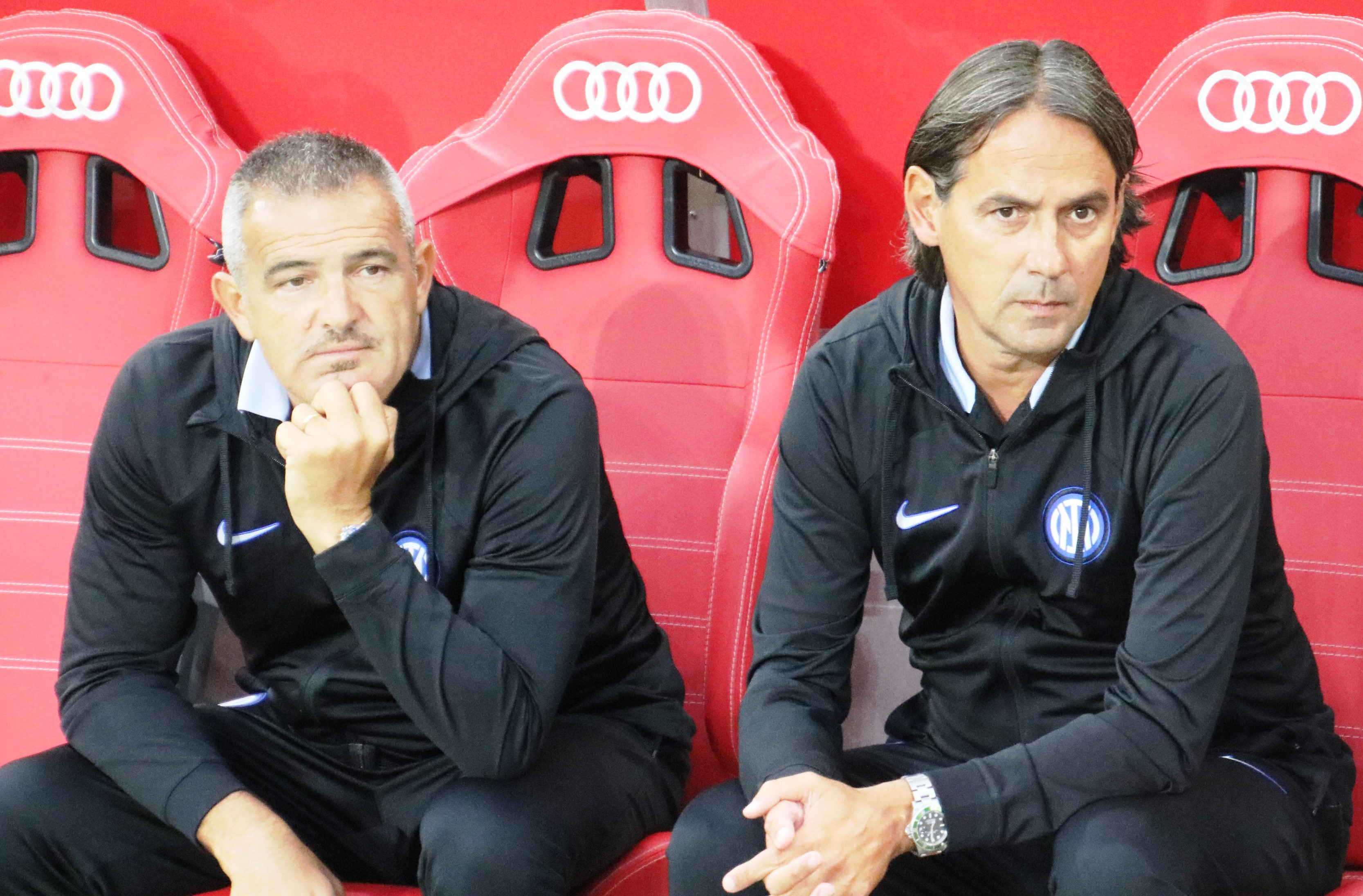
Inzaghi razem z asystentem Massimiliano Farrisem (2023)

Sezon 2022/2023 rozpoczął od wygrania 2:1 w meczu z Lecce. W fazie grupowej grupy C Ligi Mistrzów, Inter zajął 2. miejsce premiowane awansem, za Bayernem Monachium, a przed Barceloną i Viktorią Pilzno.
Rok 2023 Inzaghi rozpoczął od wygrania 1:0 z Napoli. 18 stycznia w ramach Superpucharu Włoch, Inter zmierzył się z Milanem, którego pokonał 3:0, triumfując w tych rozgrywkach po raz drugi z rzędu. Podczas 1/8 finału Ligi Mistrzów, Inter pokonał w dwumeczu 1:0 zespół Porto. W ćwierćfinale włoski zespół ponownie zmierzył się z portugalską drużyną – Benficą. Inzaghi najpierw wygrał pierwszy mecz 2:0, a w drugim spotkaniu padł remis 3:3 i tym samym Inter po raz pierwszy od 13 lat awansował do półfinału. Tam pokonał w dwumeczu Milan 3:0 (2:0 i 1:0). 3 maja Inzaghi zanotował swój 100. mecz w roli trenera drużyny, który Inter wygrał 6:0 z Hellasem Veroną. 10 czerwca Inter wystąpił w finale europejskich rozgrywek przeciwko Manchesterowi City. Mecz zakończył się zwycięstwem angielskiego klubu, który wygrał 1:0 po golu Rodriego. W lidze Inter zajął 3. miejsce, a w Pucharze Włoch wygrał 2:0 w finale przeciwko Fiorentinie, po dwóch trafieniach Lautaro Martíneza.

#### Sezon 2023/2024
W pierwszym meczu, Inter prowadzony przez Inzaghiego pokonał 2:0 drużynę Monzy. 5 września 2023 przedłużył umowę z klubem do czerwca 2025. Rundę jesienną sezonu 2023/2024 Inter zakończył na pierwszym miejscu, zgarniając 48 punktów po 19. kolejkach.
13 stycznia 2024 mediolański zespół wygrał z Monzą (5:1) w meczu 20. kolejki Serie A i tym samym po raz drugi w historii na tym etapie zgromadził taką liczbę punktów (lepszą zanotował w sezonie 2006/2007 – 54 punkty). 15 stycznia zajął 3. miejsce w głosowaniu na Trenera Roku FIFA, za zwycięzcą Pepem Guardiolą oraz Luciano Spallettim. 22 stycznia prowadzona przez niego drużyna zdobyła Superpuchar Włoch, pokonując w finale Napoli 1:0 po jedynym trafieniu Lautaro Martíneza. Tym samym Inzaghi, dla którego był piąty triumf, został szkoleniowcem z największą liczbą zdobytych Superpucharów Włoch, bijąc rekord Fabio Capello i Marcello Lippiego.

## Statystyki trenerskie
(aktualne na 4 lutego 2024)
| Zespół         | Od              | Do           | Statystyka | Statystyka | Statystyka | Statystyka | Statystyka |
| Zespół         | Od              | Do           | M          | W          | R          | P          | % W        |
| -------------- | --------------- | ------------ | ---------- | ---------- | ---------- | ---------- | ---------- |
| Lazio          | 3 kwietnia 2016 | 27 maja 2021 | 251        | 134        | 45         | 72         | 53,39      |
| Inter Mediolan | 1 czerwca 2021  | obecnie      | 140        | 92         | 24         | 24         | 65,71      |
| Łącznie        | Łącznie         | Łącznie      | 391        | 226        | 69         | 96         | 57,80      |

## Sukcesy

### Zawodnik

#### Novara
- Mistrzostwo Serie C2: 1996

#### Lumezzane
- Mistrzostwo Serie C2: 1997

#### Lazio
- Mistrzostwo Włoch: 2000
- Puchar Włoch: 2000, 2004, 2009
- Superpuchar Włoch: 2000, 2009
- Superpuchar Europy: 1999

### Trener

#### Lazio
- Puchar Włoch: 2019
- Superpuchar Włoch: 2017, 2019

#### Inter Mediolan
- Mistrzostwo Włoch: 2024
- Puchar Włoch: 2022, 2023
- Superpuchar Włoch: 2021, 2022, 2023

#### Wyróżnienia
- Trener Roku FIFA (3. miejsce): 2023[54]
- Trener miesiąca Serie A: Grudzień 2021[55], Październik 2023[56], Styczeń 2024[57]

## Życie prywatne
Jest młodszym bratem Filippo Inzaghiego (ur. 1973), również piłkarza grającego na pozycji napastnika.
Ze związku z aktorką i modelką Alessią Marcuzzi ma syna Tomasso (ur. 29 kwietnia 2001). Z Gaią Lucariello, którą poślubił 3 czerwca 2018, ma dwóch synów: Lorenzo (ur. 14 kwietnia 2013) i Andrea (ur. 8 sierpnia 2020).